# Sjoerd Westra
Sjoerd Westra (Marrum, 1 november 1940 – Leeuwarden, 21 september 2012) was een Nederlands slagwerker, componist, dirigent en muziekpedagoog.
Zijn muziekcarrière begon als muzikant bij de Tamboers en Pijpers van het Korps Mariniers in Den Helder. Zijn ideeën voor muziek en de manier van presenteren deed hij op tijdens zijn vele internationale optredens met dit korps. Westra zette zich met name in voor de slagwerkmuziek in de provincie Friesland. Hij ontwikkelde vanaf begin jaren 60 het toenmalige Leeuwarder Jeugd Tamboerkorps tot het succesvolle showkorps Pasveerkorps Leeuwarden. Hierna was hij tot 1999 slagwerkinstructeur bij showband Advendo Sneek. 
Westra componeerde veel werken voor slagwerkensembles en zijn ideeën zijn van grote invloed geweest op de wereld van amateur showkorpsen in Nederland. Hij was een veelgevraagd adviseur en ook vaak jurylid bij nationale en internationale muziekwedstrijden.
In 1994 werd zijn werk bekroond met een Zilveren Anjer. Westra overleed op 21 september 2012 na een ziekbed. Op 27 september 2012 was er een afscheidsconcert voor Westra in de Grote kerk van Leeuwarden. Hierbij werden onder andere door hem gecomponeerde werken ten gehore gebracht.